# Xenophrys binchuanensis
Xenophrys binchuanensis är en groddjursart som först beskrevs av Ye och Fei 1995.  Xenophrys binchuanensis ingår i släktet Xenophrys och familjen Megophryidae. IUCN kategoriserar arten globalt som nära hotad. Inga underarter finns listade i Catalogue of Life.